# Chakrey
Chakrey ou “caakiri” é um doce típico da culinária da República do Congo, feito à base de cuscuz. Prepara-se o cuscuz com água quente e manteiga; depois de deixar abrir, mistura-se açúcar, iogurte, leite condensado, nata azeda, essência de baunilha, noz moscada, passas de uva e hortelã. Serve-se morno ou frio.

## História
Caakiri (também grafado chakery, chakrey, thiacry, thiakry, ou ainda tiakri) é um prato que pode ter sido feito tradicionalmente com os grãos que estavam disponíveis na África ocidental e leite fermentado; a adição de açúcar pode ser relativamente recente. A receita acima foi publicada pela condessa Marcelle Morphy. No entanto, Mungo Park, um explorador britânico, descreveu no seu livro “Travels in the Interior of Africa” (London: A. and C. Black, 1903),  uma preparação culinária que ele encontrou ao longo do rio Niger, que ele disse que se chamava “sinkatoo”, feito com leite fermentado e farinha. Este prato pode ser um antepassado do moderno “caakiri”. 